# Simón Rodríguez (Anzoátegui)
Pour les articles homonymes, voir Simon Rodriguez et Rodríguez.
Simón Rodríguez est l'une des vingt-et-une municipalités de l'État d'Anzoátegui au Venezuela. Son chef-lieu et capitale de l'État est El Tigre. En 2011, la population s'élève à 182 474 habitants. La municipalité se divise en deux paroisses civiles.

## Étymologie
La municipalité est nommée en l'honneur du philosophe Simón Rodríguez (1769-1854), tout comme la paroisse civile de Simón Rodríguez dans la municipalité de Francisco Javier Pulgar dans l'État de Zulia.

## Géographie

### Subdivisions
La municipalité est divisée en deux paroisses civiles avec la même capitale El Tigre :
- Edmundo Barrios ;
- Miguel Otero Silva.